# Гаї (селище)
Гаї (до 2025 — Южне) — селище в Україні, у Кетрисанівській сільській громаді Кропивницького району Кіровоградської області. Населення становить 68 осіб.

## Історія
05 червня 2025 року відповідно до Постанови Верховної Ради України № 4483-IX селище Южне було перейменовано на селище Гаї. Постанова набула чинності 18 червня 2025 року.

## Населення
Згідно з переписом УРСР 1989 року чисельність наявного населення селища становила 116 осіб, з яких 50 чоловіків та 66 жінок.
За переписом населення України 2001 року в селищі мешкало 68 осіб.

### Мова
Розподіл населення за рідною мовою за даними перепису 2001 року:
| Мова       | Відсоток |
| ---------- | -------- |
| українська | 98,53 %  |
| російська  | 1,47 %   |